# 13 Sentinels: Aegis Rim
13 Sentinels : Aegis Rim est un jeu vidéo de type visual novel (roman vidéoludique en français) alternant avec des phases de stratégie. Il a été développé par le studio Vanillaware et est édité par Atlus au Japon et par Sega en Europe. Le jeu est sorti en fin d'année 2019 au Japon et en Occident le 22 septembre 2020 sur PlayStation 4 et sur Nintendo Switch le 12 avril 2022.
Ce jeu est un RPG en 2D.

## Trame
Le jeu s'ouvre une ville japonaise (le 27 mai 1985) traversant un moment de panique, les citoyens courent sauf deux personnes, Juro Kurabe et Iori Fuyusaka. Une annonce radiophonique se fait entendre et prévient qu'un objet non identifié est arrivé sur Terre comme une météorite. Cet objet est en réalité un Kaijū attaquant le Japon. Pour répondre à cette attaque, Iori fait apparaitre un robot et rentre dedans sous les yeux de Juro. Puis sur un fond de ville en flamme, Juro précisera que ce qui se passe est exactement ce qui devait se passer et que le destin des manieurs de robots était scellé depuis bien longtemps.

## Système de jeu
Après avoir fini quelques prologues, un menu s'ouvre permettant d'accéder à trois parties distinctes, le mode aventure, le mode bataille et le mode archives.

### Aventure
Dans ce mode, vous allez pouvoir découvrir l'histoire des 13 personnages disponibles dans le jeu dans un genre de visual novel. Avant de rentrer dans leurs histoires respectives, une roue de personnage est disponible afin de permettre au joueur de choisir quel histoire il souhaite découvrir. Cependant tout une histoire ne peut pas être faite d'une traite, afin de varier les personnages, il y aura souvent des verrous ne pouvant se débloquer qu'après avoir fait un certain pourcentage d'histoire chez d'autres personnages ou bien après avoir fini une bataille particulière.

#### La pensée
Chaque personnage a une histoire différente, cependant ils possèdent tous le système de pensée. La pensée permet de réfléchir sur différentes informations que vous avez obtenu dans l'histoire de votre personnage, et par conséquent d'accéder à des souvenirs ou des rêves, ou bien d'aller à un endroit après y avoir réfléchi.

### Bataille
Le mode bataille est séparé en deux phases. Premièrement il y a la préparation à la bataille puis la bataille en elle-même.

#### Préparation à la bataille
Avant de passer à la bataille, il nous est demandé de choisir un "stage" puis une équipe.
Il y a différentes zones dans lesquelles se déroulent les combats, et dans ces zones il y a différents stages.  Vous pouvez donc choisir quel stage faire et vous pouvez même le faire plusieurs fois. Les stages ont deux spécificités. Quand vous faites un "stage", un score vous est donné à la fin. Afin de faire varier le score, les "stages" possèdent un système de score multiplié s’il n'y a pas de défaite. Si vous gagnez plusieurs batailles d'affilée, alors votre score sera de plus en plus augmenté au fur et à mesure des combats. La deuxième spécificité concerne les objectifs. Chaque "stage" possède différents objectifs à réaliser. La réussite de ces objectifs permettant de gagner des points mystères.
Après avoir choisi le "stage", vous pouvez choisir votre équipe pour la bataille. Vous pouvez d'abord choisir qui mettre en attaque et qui mettre en défense. Les personnages en attaque seront des personnages actifs pendant la bataille alors que ceux en défense seront passifs. Il ne peut pas y avoir plus de 6 personnages en attaque. Après avoir réparti les rôles, vous pouvez lancer la partie ou bien améliorer, acheter ou équiper des compétences pour les Sentinelles avec des métacrédits que vous obtiendrez au fur et à mesure des batailles et des histoires.
Le choix des personnages a lui aussi une spécificité car après qu'un personnage a fait deux batailles de suite, il a ce qui est appelé une cérébralysie et ne peut plus être utilisé en bataille pendant un moment.

### Archives
Les archives contiennent les différentes informations que vous apprenez au cours du jeu.

#### Chroniques
Les chroniques retracent les événements vécus par les personnages au fur et à mesure du mode aventure. Il y a une page de chroniques rassemblant tous les événements du jeu, et une page de chroniques pour chaque personnage.

#### Codex
Le codex contient des informations sur différents personnages, différentes époques, différents lieux, différents Kaijūs ou Sentinelles, et même sur différents objets. Il se met constamment à jour au fur et à mesure de l'aventure et des batailles. Certaines informations ne peuvent être débloquées qu’en utilisant des points mystère, ces derniers ne pouvant être débloqués qu’au travers des batailles et de la réalisation de certains défis.

## Développement

### Production
Le jeu était originellement prévu sur PlayStation 4 et PlayStation Vita mais sera finalement annulé sur cette dernière.

### Bande originale
Comme la majorité des jeux Vanillaware, c'est Hitoshi Sakimoto qui signe la musique du jeu avec les membres de son studio Basiscape.
Le jeu contient 83 pistes musicales.
| Numéro de la piste | Nom de la piste              | Durée de la piste |
| 1                  | Brat Overflow                | 1:53              |
| 2                  | KAIJU                        | 3:16              |
| 3                  | (VALINE)-                    | 6:31              |
| 4                  | In the Doldrums              | 5:12              |
| 5                  | Sneaking Suspicions          | 1:18              |
| 6                  | Impending Doom               | 3:20              |
| 7                  | Lonely Struggle              | 3:17              |
| 8                  | Mornin', Sunshine!           | 3:25              |
| 9                  | Halcyon Days                 | 3:50              |
| 10                 | LONER                        | 3:41              |
| 11                 | -(LEUCINE)-                  | 5:36              |
| 12                 | Between the Lines            | 3:15              |
| 13                 | -(ISOLEUCINE)-               | 5:30              |
| 14                 | Good Times                   | 3:06              |
| 15                 | Bad Omen                     | 1:26              |
| 16                 | The Sector Theorem           | 3:05              |
| 17                 | Power of Destruction         | 3:09              |
| 18                 | -(LYSINE)-                   | 5:43              |
| 19                 | Taking It Easy               | 3:34              |
| 20                 | IMMINENT                     | 3:43              |
| 21                 | Will to Win                  | 0:15              |
| 22                 | Self Sacrifice               | 3:46              |
| 23                 | A Clause with Claws          | 2:58              |
| 24                 | -(PHENYLALANINE)-            | 6:29              |
| 25                 | Now or Never                 | 3:30              |
| 26                 | Seaside Vacation             | 4:44              |
| 27                 | -(THREONINE)-                | 4:40              |
| 28                 | High Alert                   | 3:25              |
| 29                 | -(METHIONINE)-               | 5:22              |
| 30                 | Forty Winks                  | 4:28              |
| 31                 | Bright Days Ahead            | 4:03              |
| 32                 | Just Because                 | 3:46              |
| 33                 | Staring Into the Void        | 2:56              |
| 34                 | BUDDIES                      | 3:16              |
| 35                 | Cognitive Dissonance         | 3:21              |
| 36                 | A Brave Gene                 | 2:55              |
| 37                 | Ennui Vibes                  | 3:22              |
| 38                 | UNPREDICTABLE                | 3:45              |
| 39                 | Bleak Pressure               | 3:04              |
| 40                 | Who D-Unit                   | 3:57              |
| 41                 | Voyage to Tomorrow           | 3:43              |
| 42                 | STAGNATION                   | 2:19              |
| 43                 | The 13th Sense               | 2:24              |
| 44                 | Emotional Storm              | 2:41              |
| 45                 | Mutual Telepathy             | 2:50              |
| 46                 | Feeling at Ease              | 3:25              |
| 47                 | SEEKER                       | 3:04              |
| 48                 | Time Drain                   | 2:43              |
| 49                 | The Chills                   | 2:45              |
| 50                 | The Tower of Knowledge       | 5:23              |
| 51                 | Deafening Silence            | 3:18              |
| 52                 | Go Sentinels, Go!            | 3:16              |
| 53                 | Hack and Crash               | 3:13              |
| 54                 | The Plot Thickens            | 3:02              |
| 55                 | Fancy Some Tea?              | 4:21              |
| 56                 | Bittersweet Sorrow           | 3:55              |
| 57                 | Double Bind                  | 2:58              |
| 58                 | Metal Demon                  | 3:15              |
| 59                 | 466f75e64205521              | 2:57              |
| 60                 | Hard Pill to Swallow         | 2:57              |
| 61                 | Something's Fishy            | 1:23              |
| 62                 | Head in the Clouds           | 3:41              |
| 63                 | A Cruel Thesis               | 3:08              |
| 64                 | A F8ful Struggle             | 2:44              |
| 65                 | Track Down                   | 3:06              |
| 66                 | The One                      | 2:49              |
| 67                 | -(HISTIDINE)-                | 4:44              |
| 68                 | Beyond the Memories          | 2:34              |
| 69                 | Heated Debate                | 3:35              |
| 70                 | Feeling Left Out             | 3:12              |
| 71                 | -(TRYPTOPHAN)-               | 4:33              |
| 72                 | Living in the Moment         | 2:26              |
| 73                 | RESOLUTION                   | 3:23              |
| 74                 | Dawn of the Sentinels        | 0:29              |
| 75                 | -[RIBOSE]-                   | 6:09              |
| 76                 | A Bridge from the Past       | 3:00              |
| 77                 | To the Final Battle          | 3:40              |
| 78                 | -[DEOXYRIBOSE]-              | 6:58              |
| 79                 | Last Line of Defense         | 2:57              |
| 80                 | -{EDGE OF THE FUTURE]        | 6:08              |
| 81                 | The Ones Who Were Plugged In | 5:51              |
| 82                 | Inherit Humanity             | 2:20              |
| 83                 | The Only Neat Life to Live   | 1:56              |
| ------------------ | ---------------------------- | ----------------- |